# Chott

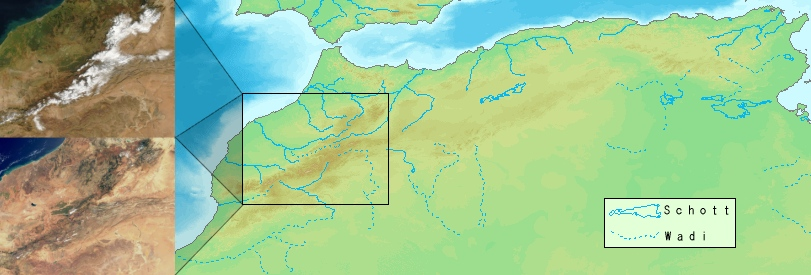
Las fotos muestran una comparación de los cursos de agua en quebradas montañosas de Marruecos en los meses de enero y abril.

Chott (según grafía francesa, aunque se pronuncia y en ocasiones también se escribe shott; del árabe šaṭṭ شط "costa", de la raíz šṭṭ “exceder, desviarse”) es un término con el que en África del Norte se denominan los lagos salados situados en regiones semiáridas, principalmente de Argelia, Marruecos y Túnez. Estos lagos presentan riberas cambiantes y están secos durante buena parte del año. Se forman con las aguas del deshielo primaveral de las cumbres del sistema montañoso de Atlas, con aguas de lluvias ocasionales o provenientes de napas subterráneas del Sahara. 
Los geomorfológos utilizan el término para describir tanto la parte inundada del lago como la descubierta alrededor de él, que presenta cierta vegetación y que forma parte de un conjunto más amplio al que denominan sebja.
Los chotts son alimentados de forma intermitente en las épocas poco frecuentes de lluvias. Están sometidos a una alta evaporación, por lo que las sales acaban acumulándose en la superficie de los sedimentos, de los que a veces se hace explotación. Algunos chotts fueron, posiblemente, lagos en períodos climáticos húmedos.
El mar de Aral es técnicamente también un chott, pero el término casi nunca se usa en su caso. 